# Val-de-Vesle

Val-de-Vesle este o comună în departamentul Marne, Franța. În 2009 avea o populație de 777 de locuitori.